# Weissia striata
Weissia striata là một loài rêu trong họ Pottiaceae. Loài này được (Hedw.) Schreb. ex P. Gaertn., B. Mey. & Scherb. mô tả khoa học đầu tiên năm 1802.